# Course aérienne Londres-Melbourne 1934

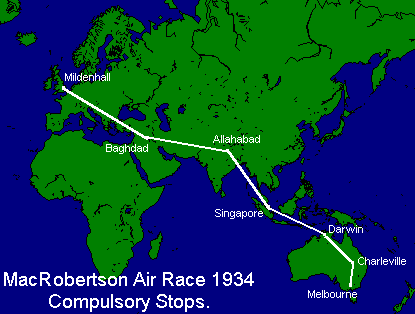
Tracé du parcours avec les escales.

La course aérienne Londres-Melbourne (en anglais : MacRobertson Air Race) est l'une des plus importantes courses aériennes de l'entre-deux-guerres. Elle se tint en octobre 1934 et faisait partie des célébrations du centenaire de Melbourne. La base de Mildenhall près de Londres servit au départ le 20 octobre 1934. Le prix offert par Sir Mac Pherson Robertson était de 10 000 livres sterling.
Les règles de base étaient : pas de limite de taille ou de puissance des appareils, pas de limite de taille d'équipage, aucun pilote ne devait rejoindre l'appareil après son départ d’Angleterre. Les avions devaient emporter des rations pour trois jours par membre d'équipage, des flotteurs, des signaux de fumée et des instruments efficaces. Il y avait des prix pour l'appareil le plus rapide et pour la meilleure performance avec un handicap.

## Participants

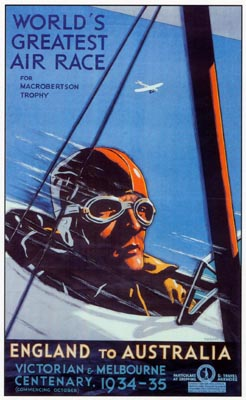
Affiche de la Course aérienne Londres-Melbourne 1934.

Cette course à rebondissement vit la participation de vingt équipages composés de vingt Britanniques, six Américains, quatre Néerlandais, quatre Néo-Zélandais, quatre Australiens et deux Danois.
Parmi les équipages, les époux Jim Mollison et Amy Johnson aux commandes d'un DH.88 Comet baptisé Black Magic. Le Comet est bimoteur biplace en tandem, spécialement construit pour cette course, équipé de moteur de Havilland Gipsy Six R à six cylindres en ligne de 230 ch chacun, refroidis par air.

## Parcours
La course fut organisée par le Royal Aero Club et se courut de la base aérienne RAF Mildenhall dans le Suffolk au Flemington Racecourse de Melbourne, soit approximativement 11 300 milles (18 200 km). Elle imposait cinq escales obligatoires : 
- Bagdad ( Irak) ;
- Allâhâbâd ( Inde) ;
- Singapour ( Singapour) ;
- Darwin ( Australie) ;
- Charleville ( Australie).

À part ces escales obligatoires, les compétiteurs étaient libres de choisir leur propre route. 22 escales optionnelles étaient possibles avec des stocks d'essence et d'huile fournis par Shell et Stanavo. Le Royal Aero Club travailla dur pour que les pays le long du trajet améliorent les installations des escales.

## Classement

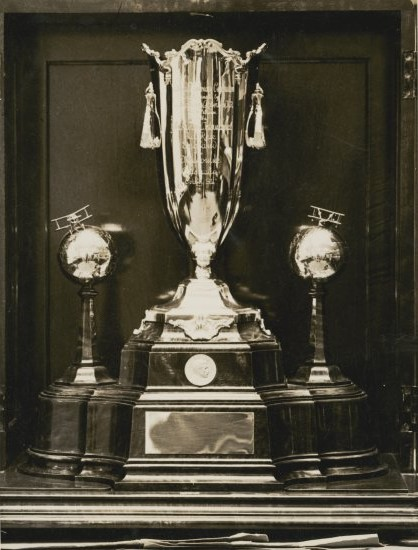
Le trophée MacRobertson de la course aérienne.

Les grands gagnants furent Scott et Tom Campbell Black sur DH.88 Comet, baptisé Grosvenor House devant un Douglas DC-2 de la KLM et un Boeing 247 américains. Le temps record fut de 70 h 54 min 18 s.
Neuf appareils seulement seront à l'arrivée, dont le dernier, un De Havilland Dragon Six avec un équipage néo-zélandais qui termine la course le 4 novembre 1934.
| Ordre d'arrivée officiel                   | Ordre d'arrivée officiel | Ordre d'arrivée officiel | Ordre d'arrivée officiel                             | Ordre d'arrivée officiel | Ordre d'arrivée officiel |
| Type d'appareil                            | no d'identification      | no de course             | Équipage                                             | Pays d'origine           | Notes |
| ------------------------------------------ | ------------------------ | ------------------------ | ---------------------------------------------------- | ------------------------ | --- |
| DH.88 Comet Grosvenor House                | G-ACSS                   | 34                       | C. W. A. Scott (en), Tom Campbell Black (en)         | Royaume-Uni              | Temps passé : 71 h 0 min Vainqueur |
| Douglas DC-2 Uiver                         | PH-AJU                   | 44                       | K.D. Parmentier, J.J. Moll, B. Prins, C. Van Brugge  | Pays-Bas                 | Temps passé : 90 h 13 min Vainqueur par handicap |
| Boeing 247D Warner Bros. Comet             | NR257Y                   | 5                        | Roscoe Turner, Clyde Edward Pangborn, Reeder Nichols | États-Unis               | Temps passé : 92 h 55 min |
| DH.88 Comet                                | G-ACSR                   | 39                       | O. Cathcart Jones, K.F. Waller                       | Royaume-Uni              | Temps passé : 108 h 13 min |
| Miles M.2F Hawk Major                      | ZK-ADJ                   | 2                        | S/Ldr. M. McGregor, H.C. Walker                      | Nouvelle-Zélande         | Temps passé : 7 j 14 h Fastest single-engined |
| Airspeed AS.5 Courier                      | G-ACJL                   | 14                       | S/Ldr. D. Stodart, Sgt. Pilot K. Stodart             | Royaume-Uni              | Temps passé : 9 j 18 h |
| DH.80 Puss Moth My Hildegarde              | VH-UQO                   | 16                       | Jimmy Melrose                                        | Australie                | Temps passé : 10 j 16 h Second par handicap |
| Desoutter Mk.II                            | OY-DOD                   | 7                        | Lt. M. Hansen, D. Jensen                             | Danemark                 | Arrivés le 31 octobre |
| DH.89 Dragon Rapide Tainui                 | ZK-ACO                   | 60                       | J.D. Hewitt, C.E. Kay, F. Stewart                    | Nouvelle-Zélande         | Arrivés le 3 novembre |
| Non classés                                |                          |                          |                                                      |                          | |
| Miles M.3 Falcon                           | G-ACTM                   | 31                       | H.L. Brook, Mlle E. Lay (passager)                   | Royaume-Uni              | Arrivés le 20 novembre. |
| Fairey IIIF                                | G-AABY                   | 15                       | F/O C.G. Davies, Lt.Cdr. C.N. Hill                   | Royaume-Uni              | Arrivés le 24 novembre. |
| Fairey Fox I                               | G-ACXO                   | 35                       | Ray Parer (en), G. Hemsworth                         | Australie                | Abandon à Paris. Rejoignent finalement Melbourne le 13 février 1935. |
| Lambert Monocoupe 145 Baby Ruth            | NC501W                   | 33                       | J.H. Wright, J. Polando Warner                       | États-Unis               | Abandon à Calcutta. |
| DH.88 Comet Black Magic                    | G-ACSP                   | 63                       | Jim Mollison, Amy Johnson                            | Royaume-Uni              | Venant de Karachi, Mollison perd son chemin et atterrit à Jubulpur. Il n'y a pas de carburant à haut indice d'octane disponible ; le plein est fait avec de l'essence. Les moteurs cassent durant le vol vers Allahabad. |
| Pander S4 Panderjager                      | PH-OST                   | 6                        | G.J. Geysendorffer, D.L. Asjes, P. Pronk             | Pays-Bas                 | Détruit dans une collision au sol à Allahabad. |
| B.A. Eagle The Spirit of Wm. Shaw & Co Ltd | G-ACVU                   | 47                       | F/Lt. G. Shaw                                        | Royaume-Uni              | Abandon à Bushire. |
| Lockheed Vega Puck                         | G-ABGK                   | 36                       | J. Woods, D.C. Bennett                               | Australie                | Retourné lors de l'atterrissage à Alep, abandon. |
| Airspeed AS.8 Viceroy                      | G-ACMU                   | 58                       | N. Stack (en), S.L. Turner                           | Royaume-Uni              | Abandon à Athènes à cause de problèmes de frein. |
| Granville R-6H Q.E.D.                      | NX14307                  | 46                       | J. Cochran, W. Smith Pratt                           | États-Unis               | Abandon à cause d'un dysfonctionnement des volets après un atterrissage à Bucarest. |
| Fairey Fox I                               | G-ACXX                   | 62                       | H.D. Gilman, J.K. Baines                             | Royaume-Uni              | Écrasé près de Palazzo San Gervasio en Italie ; les deux membres d'équipage sont tués. |